# 21022 Іке
21022 Іке (21022 Ike) — астероїд головного поясу, відкритий 2 лютого 1989 року.
Тіссеранів параметр щодо Юпітера — 3,261.